# Calcaritis kukunoora
Calcaritis kukunoora là một loài bướm đêm trong họ Geometridae.